# L'Auberge des amoureux
L'Auberge des amoureux (Sweet Surrender) est un téléfilm américain réalisé par Kevin Connor, diffusé en 2014.

## Synopsis
Thomas, ancien militaire revient dans la ville de sa jeunesse qu'il avait quittée alors que Chelsea, son amour d'enfance, lui avait brisé le cœur. Lors de son retour il se fait arrêter par la police locale où il fait la connaissance d'une policière qui vient de Chicago, Nancy. Dès son arrivée en ville, il va rendre visite à sa grand-mère souffrante qui est à l'hôpital et en attendant sa guérison il accepte de gérer l'auberge qu'elle possède : l'auberge des amoureux "cupid's auberge". Pendant ce temps Chelsea qui est devenue maire est associée à un projet de centre commercial qui se trouvera sur l'emplacement de l'auberge. Dans le même temps, Thomas découvre qu'il a 92 000 dollars de retard de taxes foncières à payer. Il envisage de vendre l'auberge mais par amour pour sa grand-mère il ne peut se résoudre à cette solution. Une complicité s'installe entre Thomas et Nancy qui s'associe à lui pour sauver l'auberge tandis que Chelsea continue à être sournoise pour récupérer l'auberge et Thomas.

## Fiche technique
- Titre original : Sweet Surrender
- Réalisation : Kevin Connor
- Scénario : Dan curry, Margot Leitman et Bob Sáenz
- Photographie : James W. Wrenn
- Musique : P.J. Hanke
- Durée : 110 min
- Date de diffusion :
  -  France : 3 octobre 2014 sur M6

## Distribution
- Arielle Kebbel : Nancy
- Adam Mayfield (VF : Pascal Nowak) : Tom Campbell
- Haylie Duff (VF : Catherine Desplaces) : Chelsea
- Marion Ross (VF : Cathy Cerda) : Grand-mère
- Jonathan Bennett (VF : Benjamin Pascal) : Jerry
- Paul Ganus (VF : Olivier Cordina) : Kip Caldwell
- Timothy Bottoms (VF : Philippe Catoire) : le père de Jerry
- Sean O'Bryan (VF : Jean-Luc Atlan) : Steve
- Lou George (VF : Vincent Violette) : Homer
- Kellan Rhude : Henry
- Mackenzie Aladjem : Chelsea enfant
- Christina Ferraro : Sally

Version française (V. F.) selon le carton de doublage.